# Лукреції (рід)

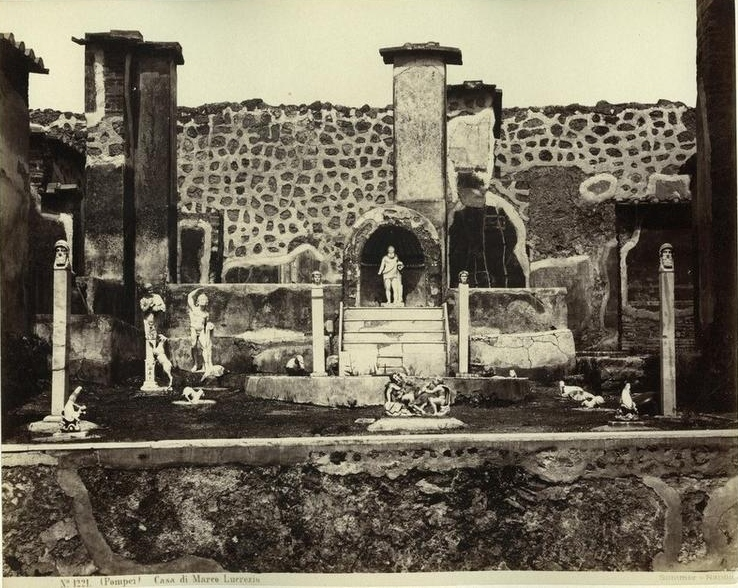
Будинок Лукреціїв у м. Помпеї

Лукреції (лат. Lucretii) — патриціанський та заможний плебейський рід Стародавнього Риму. Мав етруське походження. Родове ім'я, можливо, походить від  латинського слова «lucrum» — «прибуток, вигода». Представники роду багато разів займали найвищі магістратури у Римській республіці та ранній Імперії. Втім, політично впливовими Лукреції були у період ранньої Республіки. До патриціїв належав рід Лукреціїв Триціпітинів, а до плебеїв — Галл, Офелла, Кар, Веспілон, Тріон.

## Найвідоміші Лукреції
- Спурій Лукрецій Триципітін, (*? —  509 рік до н. е.) префект міста, консул-суффект 509 року до н. е.
- Тіт Лукрецій Триципітін, консул 508 та 504 років до н. е.
- Луцій Лукрецій Триціпітин, консул 462 року до н. е.
- Ост Лукрецій Триціпітин, консул 429 року до н. е.
- Публій Лукрецій Триціпітин, консульський трибун 419 та 417 років до н. е.
- Луцій Лукрецій Триціпітин Флав, консул 393 року до н. е.
- Спурій Лукрецій, претор 172 року до н. е.
- Гней Лукрецій Тріон, очільник монетного двору 136 року до н. е.
- Луцій Лукрецій Триціпітин, очільник монетного двору у 76-74 роках до н. е.
- Квінт Лукрецій Веспілон, консул 19 року до н. е.
- Тіт Лукрецій Кар, відомий філософ та поет, автор твори «Про природу речей».
- Лукреція, дружина Луція Тарквінія Коллатіна, загибель якої стало приводом для повалення влади царя Тарквінія II Гордого.